# Sihal (Alhucemas)
Sihal (en árabe: الساحل‎, en francés: Sahel) es una localidad marroquí perteneciente al municipio de Trugut, en la región de Tánger-Tetuán-Alhucemas. Desde 1912 hasta 1956 perteneció a la zona norte del Protectorado español de Marruecos.